# Arnold Kohlschütter
Ernst Arnold Kohlschütter (Halle, Saale, 6 de julho de 1883 (141 anos) – Bonn, 28 de maio de 1969) foi um astrônomo e astrofísico alemão.
Obteve um doutorado em 1908 na Universidade de Göttingen, orientado por Karl Schwarzschild.
Em 1911 começou a trabalhar no Observatório Monte Wilson, estudando os espectros do sol e das estrelas. Em colaboração com Walter Sydney Adams descobriu em 1914 que a luminosidade absoluta de uma estrela é proporcional à intensidade relativa das linhas do espectro. Isto permitiu aos astrônomos determinar a distância das estrelas, incluindo a sequência principal e gigantes, usando um espectroscópio.
Tornou-se diretor do observatório de Bonn em 1925, onde dedicou-se a estudos astrométricos.
A cratera Kohlschütter na lua é denominada em sua memória.
Recebeu o Prêmio Memorial Ackermann-Teubner de 1924.